# Memòria no volàtil
La memòria no volàtil (amb acrònim anglès NVM) o emmagatzematge no volàtil és un tipus de memòria de l'ordinador que pot retenir la informació emmagatzemada fins i tot després d'haver apagat l'alimentació. En canvi, la memòria volàtil necessita energia constant per retenir les dades.
La memòria no volàtil es refereix normalment a l'emmagatzematge en xips de memòria de semiconductors, que emmagatzemen dades en cèl·lules de memòria de porta flotant que consisteixen en MOSFET de porta flotant (transistors d'efecte de camp d'òxid metàl·lic i semiconductor), inclòs l'emmagatzematge de memòria flaix com NAND flash i Unitats d'estat sòlid (SSD).
Altres exemples de memòria no volàtil inclouen memòria de només lectura (ROM), EPROM (ROM programable esborrable) i EEPROM (ROM programable esborrable elèctricament), RAM ferroelèctrica, memòria flaix, la majoria dels tipus de dispositius d'emmagatzematge de dades d'ordinador (per exemple, emmagatzematge de disc, unitats de disc dur, etc.). discs òptics, disquets i cintes magnètiques) i els primers mètodes d'emmagatzematge d'ordinadors com ara la cinta perforada i les targetes.